# Болгарські звичаї
Болгарські звичаєві свята характерні для Болгарії та болгар, пов'язані з поклонінням Богу, присвячених святим мученикам, національним героям, природним явищам, та іншим подіям. Болгари, з покоління в покоління, усно передавали ці історії, і пов'язані з ними події, тим самим зберігаючи національну культуру і спадщину.